# Sportler des Jahres 2016 (Deutschland)
Die Sportler des Jahres 2016 in Deutschland wurden am 18. Dezember im Kurhaus von Baden-Baden ausgezeichnet. Veranstaltet wurde die Wahl zum 70. Mal von der Internationalen Sport-Korrespondenz (ISK). Den Zusatzpreis für Vorbilder im Sport erhielt der Turner Andreas Toba.

## Männer
| Platz | Sportler          | Sportart              | Punkte | Erfolge 2016 |
| ----- | ----------------- | --------------------- | ------ | --- |
| 1.    | Fabian Hambüchen  | Gerätturnen           | 3695   | Olympiasieger am Reck |
| 2.    | Jan Frodeno       | Triathlon             | 2410   | Sieger beim Ironman Hawaii, Sieger bei der Challenge Roth mit Weltbestzeit                                                             |
| 3.    | Nico Rosberg      | Motorsport            | 1487   | Formel-1-Weltmeister |
| 4.    | Sebastian Brendel | Kanu                  | 1373   | Olympiasieger im Einer- und Zweier-Canadier                                                                                            |
| 5.    | Michael Jung      | Vielseitigkeitsreiten | 875    | Olympiasieger in der Einzelwertung und Silbermedaille mit der Mannschaft                                                               |
| 6.    | Andreas Toba      | Gerätturnen           | 870    | Ermöglichte bei den Olympischen Spielen durch eine trotz Kreuzbandriss geturnte Übung der Mannschaft die Qualifikation für das Finale. |
| 7.    | Eric Frenzel      | Nordische Kombination | 746    | Gesamt-Weltcupsieger |
| 8.    | Thomas Röhler     | Leichtathletik        | 606    | Olympiasieger im Speerwurf |
| 9.    | Severin Freund    | Skispringen           | 528    | Zweiter im Gesamt-Weltcup, Zweiter der Vierschanzentournee                                                                             |
| 10.   | Markus Rehm       | Para-Leichtathletik   | 410    | Paralympics-Sieger im Weitsprung und mit der 4-mal-100-Meter-Staffel                                                                   |

## Frauen
| Platz | Sportler              | Sportart            | Punkte | Erfolge 2016                                                                                          |
| ----- | --------------------- | ------------------- | ------ | --- |
| 1.    | Angelique Kerber      | Tennis              | 4664   | Siegerin der Australian Open und der US Open, olympische Silbermedaille, Führung in der Weltrangliste |
| 2.    | Laura Dahlmeier       | Biathlon            | 1940   | Weltmeisterin in der Verfolgung und vier weitere WM-Medaillen                                         |
| 3.    | Kristina Vogel        | Bahnradsport        | 1845   | Olympiasiegerin im Sprint, Bronzemedaille im Teamsprint, Weltmeisterin im Keirin                      |
| 4.    | Isabell Werth         | Dressurreiten       | 1460   | Olympiasiegerin mit der Mannschaft, Silbermedaille im Einzelwettbewerb                                |
| 5.    | Barbara Engleder      | Sportschießen       | 809    | Olympiasiegerin im Sportgewehr Dreistellungskampf                                                     |
| 6.    | Natalie Geisenberger  | Rodeln              | 602    | Weltmeisterin Einzel und Team, Gesamtweltcup-Siegerin                                                 |
| 7.    | Gesa Felicitas Krause | Leichtathletik      | 567    | Europameisterin im 3000-Meter-Hindernislauf                                                           |
| 8.    | Vanessa Low           | Para-Leichtathletik | 517    | Paralympics-Siegerin im Weitsprung, Silbermedaille im 100-Meter-Lauf                                  |
| 9.    | Lisa Unruh            | Bogenschießen       | 419    | Olympische Silbermedaille in der Einzelwertung                                                        |
| 10.   | Sophie Scheder        | Turnen              | 418    | Olympische Bronzemedaille am Stufenbarren                                                             |

## Mannschaften
| Platz | Sportler                              | Sportart            | Punkte | Erfolge 2016                                      |
| ----- | ------------------------------------- | ------------------- | ------ | ------------------------------------------------- |
| 1.    | Laura Ludwig & Kira Walkenhorst       | Beachvolleyball     | 3898   | Olympiasieger, World Tour Champion, Europameister |
| 2.    | Handballnationalmannschaft der Männer | Handball            | 3123   | Europameister, olympische Bronzemedaille          |
| 3.    | Fußballnationalmannschaft der Frauen  | Fußball             | 2272   | Olympiasieger                                     |
| 4.    | Fußballolympiamannschaft der Männer   | Fußball             | 1155   | Olympische Silbermedaille                         |
| 5.    | Dressur-Equipe                        | Dressurreiten       | 777    | Olympiasieger                                     |
| 6.    | Doppelvierer der Männer               | Rudern              | 489    | Olympiasieger                                     |
| 7.    | Doppelvierer der Frauen               | Rudern              | 387    | Olympiasieger, Europameister                      |
| 8.    | 4 × 100-m-Staffel                     | Para-Leichtathletik | 384    | Paralympics-Sieger                                |
| 9.    | Vierer-Kajak                          | Kajak               | 342    | Olympiasieger                                     |
| 10.   | Deutschland-Achter                    | Rudern              | 265    | Olympische Silbermedaille, Europameister          |

## Weitere Auszeichnungen
- Trainer des Jahres: Reiner Kießler (Kanurennsport)
- Sparkassenpreis für Vorbilder im Sport: Andreas Toba (Turnen)